# (23419) 1980 FQ1
1980 أف كيو 1 (ويعرف أيضًا باسم (23419) 1980 أف كيو 1 وفق تسمية الكوكب الصغير) (بالإنجليزية: 1980 FQ1)‏ هو كويكب ضمن حزام الكويكبات؛ وترتيبه 23419 من حيث الاكتشاف.
اكتُشف هذا الجُرم الفلكي بواسطة Claes-Ingvar Lagerkvist ‏ في 16 مارس 1980.

## وصلات خارجية
- (23419) 1980 FQ1 في قاعدة بيانات مختبر الدفع النفاث لأجرام النظام الشمسي الصغيرة

- الاكتشاف · مخطط المدار ·  العناصر المدارية · المعلمات المادية

- (23419) 1980 FQ1 على موقع ويكي سكاي: DSS2, SDSS, GALEX, IRAS, Hydrogen α, X-Ray, Astrophoto, Sky Map, Articles and images